# Municipio de Leroy (condado de Calhoun)
El municipio de Leroy (en inglés: Leroy Township) es un municipio ubicado en el condado de Calhoun en el estado estadounidense de Míchigan. En el año 2010 tenía una población de 3712 habitantes y una densidad poblacional de 39,32 personas por km².

## Geografía
El municipio de Leroy se encuentra ubicado en las coordenadas 42°12′10″N 85°14′24″O / 42.20278, -85.24000. Según la Oficina del Censo de los Estados Unidos, el municipio tiene una superficie total de 94,4 km², de la cual 93,23 km² corresponden a tierra firme y (1,23%) 1,16 km² es agua.

## Demografía
Según el censo de 2010, había 3712 personas residiendo en el municipio de Leroy. La densidad de población era de 39,32 hab./km². De los 3712 habitantes, el municipio de Leroy estaba compuesto por el 96,9% blancos, el 0,75% eran afroamericanos, el 0,73% eran amerindios, el 0,51% eran asiáticos, el 0,05% eran isleños del Pacífico, el 0,3% eran de otras razas y el 0,75% pertenecían a dos o más razas. Del total de la población el 2,37% eran hispanos o latinos de cualquier raza.